# Sabena-vlucht 503

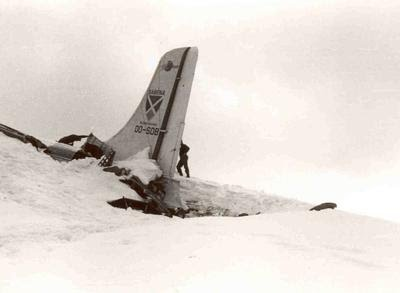
Brokstukken van de neergestorte Douglas DC-6

Op 13 februari 1955 verongelukte de lijnvlucht Sabena-vlucht SN503, vanuit Melsbroek, België naar Leopoldstad, Belgisch-Congo kort voor de geplande tussenlanding in de  luchthaven Ciampino in de Italiaanse hoofdstad Rome. Bij de crash verloren alle 29 inzittenden het leven.
De lijnvlucht, uitgevoerd met een Douglas DC-6 met vliegtuigregistratie OO-SDB van de Belgische maatschappij Sabena, had 21 passagiers en 8 bemanningsleden aan boord.
Na de voorziene tussenlanding in Rome was er nog een tussenlanding gepland in Kano, Nigeria om vervolgens door te vliegen naar  Leopoldstad in Belgisch-Congo.

## De crash
Het vliegtuig was eerder die dag opgestegen vanop de luchthaven van Melsbroek met bestemming Leopoldstad in  Belgisch-Congo met een tussenstops in Rome en Kano.  Aan boord zaten 21 passagiers en 8 bemanningsleden.
Kort voor de tussenlanding op de luchthaven Aeroporto di Roma Ciampino omstreeks 19:55 CET namen gezagvoerder Stefan Scholtz en co-piloot McNamara contact op met de verkeerstoren van de luchthaven Ciampino in Rome. In een zwak signaal werd gemeld dat ondanks het slechte weer de landing werd ingezet. Het vliegtuig bevond zich toen zo’n 100 kilometer ten noorden van Rome. Maar door het slechte weer en navigatiefouten was de DC-6 volledig uit koers geraakt.
Niet veel later stortte het vliegtuig neer op de flanken van de Monte Terminillo in de Italiaanse Apennijnen op een hoogte van zo’n 1700 meter op zo’n 100 kilometer ten noorden van Rome. De 21 passagiers en de 8 bemanningsleden waren op slag dood. In het vliegtuig zat onder meer Miss Italia 1953 Marcella Mariani die eerder te gast was op het bal van Buitenlandse Zaken in Brussel waar zij de actrice Sophia Loren verving.
Om 23:15 CET maakte Sabena in Brussel bekend dat het geen bericht meer had ontvangen van een van zijn vliegtuigen. De dag nadien gaf Sabena toe een van zijn vliegtuigen op de lijn Brussel-Leopoldstad kwijt te zijn.

## Reddingsactie
Een reddingsactie werd al zeer snel op touw gezet. Toch zouden het winterweer, de moeilijke bereikbaarheid en de aanwezigheid van wolven in de streek het zoeken bemoeilijken.
Pas acht dagen later, op 21 februari 1955 merkte een helikopter de brokstukken op. Door het weer kon de crashsite pas één dag later bezocht worden. Een groot deel van het wrak was dan al ondergesneeuwd. Het bergen van de lichamen zou meerdere expedities vergen; ze werden overgebracht naar Rieti. Op 1 maart werden 28 lijkkisten overgevlogen naar België. Het lichaam van Miss Italia 1953 Marcella Mariani werd begraven in Rome.